# Lo voglio maschio
Lo voglio maschio è un film del 1971 diretto da Ugo Saitta.
La pellicola, con protagonista Tuccio Musumeci, segna l'esordio cinematografico per l'attore Leo Gullotta.

## Trama
Un barone siciliano incapace di avere un erede maschio viene escluso dall'eredità di una zia molto ricca